# Pseudagrion samoense
Pseudagrion samoense – gatunek ważki z rodziny łątkowatych (Coenagrionidae). Występuje na wyspach Savaiʻi i Upolu (Samoa).